# Andrew Byrnes
James Andrew Byrnes (Toronto, 22 de mayo de 1983) es un deportista canadiense que compitió en remo.
Participó en dos Juegos Olímpicos de Verano, obteniendo dos medallas, oro en Pekín 2008 y plata en Londres 2012, en la prueba de ocho con timonel.
Ganó cuatro medallas en el Campeonato Mundial de Remo entre los años 2006 y 2011.

## Palmarés internacional
| Juegos Olímpicos   | Juegos Olímpicos      | Juegos Olímpicos  | Juegos Olímpicos |
| Año                | Lugar                 | Medalla           | Prueba           |
| ------------------ | --------------------- | ----------------- | ---------------- |
| 2008               | Pekín (China)         | Medalla de oro    | Ocho con timonel |
| 2012               | Londres (Reino Unido) | Medalla de plata  | Ocho con timonel |
| Campeonato Mundial |                       |                   |                  |
| Año                | Lugar                 | Medalla           | Prueba           |
| 2006               | Eton (Reino Unido)    | Medalla de bronce | Dos con timonel  |
| 2007               | Múnich (Alemania)     | Medalla de oro    | Ocho con timonel |
| 2009               | Poznań (Polonia)      | Medalla de plata  | Ocho con timonel |
| 2011               | Bled (Eslovenia)      | Medalla de bronce | Ocho con timonel |